# 라디오 진행자

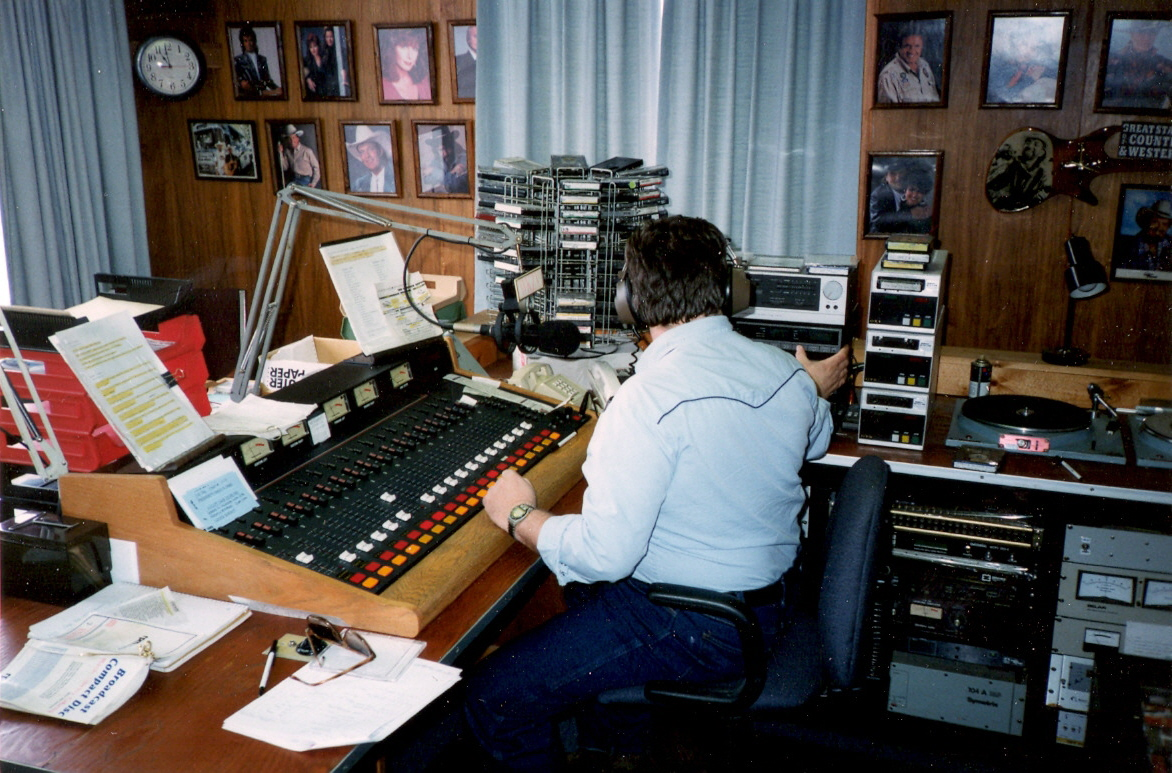
1997년 미국 펜실베이니아주 워싱턴의 지금은 없어진 방송국 WKZV에서 일하는 라디오 진행자 랜디 J. 앨럼

라디오 진행자는 라디오 방송에서 방송을 하는 사람을 의미한다. 음악이나 노래를 소개하고 재생하는 라디오 진행자는 디스크 자키 또는 줄여서 DJ라고도 부른다.